# Michael Pinter
Michael Pinter (* 6. November 1899 in Schattendorf; † 7. Juni 1954 ebenda) war ein österreichischer Angestellter und Politiker (SPÖ). Er war von 1946 bis 1949 Abgeordneter zum Burgenländischen Landtag.

## Leben
Michael Pinter wurde als Sohn eines Maurerpoliers in Schattendorf geboren. Er besuchte die Volksschule in Schattendorf und war danach als Maurer tätig.
Pinter war verheiratet.

## Politik
Pinter war Mitglied der Sozialdemokratischen Arbeiterpartei und war von 1931 bis 1943 Konsumleiter in Schattendorf. Danach wurde er in die deutsche Wehrmacht eingezogen, in der er zwischen 1943 und 1945 diente. Pinter war nach dem Ende des Krieges erneut von 1945 bis 1954 Konsumleiter und zudem von 1945 bis 1952 Bürgermeister von Schattendorf. Pinter vertrat die SPÖ vom 8. November 1946 bis zum 4. November 1949 im Landtag.